# ТЕС Панаран
1°0′53″ пн. ш. 104°0′26″ сх. д. / 1.01472° пн. ш. 104.00722° сх. д.
ТЕС Панаран — теплова електростанція на індонезійському острові Батам. 
У 2004—2010 роках на майданчику станції стали до ладу два парогазові блоки потужністю 77 МВт та 75,6 МВт. У кожному з них дві газові турбіни Rolls-Royce RB211 потужністю по 27,5 МВт живлять через котли-утилізатори одну парову турбіну від Kawasaki.  
У 2006-му ТЕС також доповнили газовою турбіною General Electric TM2500 потужністю 20 МВт, яка виконує функцію резерву.
Станція використовує природний газ, постачання якого відбувається через газопровід Гріссік – Сінгапур.
Видача продукції відбувається по ЛЕП, розрахованій на роботу під напругою 150 кВ.
Основним учасником проєкту спорудження ТЕС Панаран була приватна компанія Medco Energi, яка мала 64 % у першому парогазовому блоці та 80 % у другому (іншим важливим учасником є державна електроенергетична корпорація PT Perusahaan Listrik Negara).